# Paul Millsap
Paul Millsap (Monroe, 10 februari 1985) is een voormalig Amerikaans basketbalspeler in de NBA. Hij speelde voornamelijk als power forward.

## Carrière
Millsap speelde op collegeniveau voor Louisiana Tech van 2003 tot 2006. In 2006 stelde hij zich kandidaat voor de NBA draft van dat jaar, hij werd in de tweede ronde gekozen als 47e speler die draft door Utah Jazz. Hij speelde een zeer sterk eerste seizoen waar hij onder meer zes double-doubles lukte dat seizoen maar verloor de titel van "Rookie of the year" aan Brandon Roy. Hij speelde in zijn eerste seizoen 82 wedstrijden en ook de volgende seizoenen was hij een vaste waarde. Hij speelde in 194 wedstrijden op een rij voor Utah, hij miste zijn eerste wedstrijd op 26 december 2008 tegen Dallas Mavericks door een ligament blessure aan zijn knie.
In 2009 kon hij een contract tekenen bij Portland Trail Blazers waar hij ongeveer 40 miljoen dollar kon verdienen verspreid over vier jaar maar zijn club Utah hield hem tegen. Hij startte de volgende seizoenen als basis power forward doordat Carlos Boozer naar Chicago Bulls trok.
Hij tekende in 2013 een tweejarig contract als vrije speler bij Atlanta Hawks waar hij meteen in zijn eerste seizoen werd gekozen als reserve voor de "Eastern All star team". Het volgende seizoen was hij weer een vaste waarde bij de Hawks en was hij opnieuw reserve op de All-Star samen met drie ploeggenoten. In 2015 tekende hij een driejarig contract bij de Hawks ter waarde van 59 miljoen dollar. Hij verdiende in 2016 ook zijn derde selectie voor de All-Star op een rij. Na een goed seizoen werd hij in 2017 opnieuw opgeroepen als reserve voor de vierde keer op een rij voor de All-Star.
In 2017 tekende hij een driejarig contract ter waarde van 90 miljoen dollar bij de Denver Nuggets. In november 2017 moest hij geopereerd worden aan de pols na een blessure die hij opliep. In februari 2018 keerde hij terug in de wedstrijd tegen de Los Angeles Clippers. In december 2018 liep hij opnieuw een blessure op, deze keer aan de voet en miste 8 wedstrijden. In december 2020 tekende hij een nieuw contract bij de Nuggets voor een jaar ter waarde van 10 miljoen dollar.
Millsap speelde niet tijdens de NBA-seizoenen 2022-23 of 2023-24 en kondigde vervolgens zijn pensioen aan op 3 december 2024. Hij ging met pensioen als een van de acht spelers in de NBA-geschiedenis met 500 driepunters, 1.000 blocks en 1.000 steals.